# Hirudinella ventricosa
Hirudinella ventricosa är en plattmaskart. Hirudinella ventricosa ingår i släktet Hirudinella och familjen Hirudinellidae. Inga underarter finns listade i Catalogue of Life.